# Landgericht Banz
Das Landgericht Banz war ein von 1804 gegründetes und 1851 aufgelöstes bayerisches Landgericht älterer Ordnung mit Sitz in Banz im heutigen Landkreis Bamberg. Von 1815 bis 1848 war es ein Herrschaftsgericht II. Klasse der Herzöge in Bayern, einer Nebenlinie der Wittelsbacher. 
Die Landgerichte waren im Königreich Bayern Gerichts- und Verwaltungsbehörden, die 1862 in administrativer Hinsicht von den Bezirksämtern und 1879 in juristischer Hinsicht von den Amtsgerichten abgelöst wurden.

## Geschichte
Das Kloster Banz war im Heiligen Römischen Reich Besitzer des Bambergischen Amtes Banz.
Seit dem Friede von Lunéville 1801 war klar, dass Kurpfalz-Bayern als Entschädigung für den Verlust der linksrheinischen Pfalz zusätzliche Gebiete durch die Säkularisation geistlicher und zum Teil auch Mediatisierung kleinerer weltlicher Territorien erhalten würde. Die nachfolgenden Verhandlungen einigte man sich darauf, dass das Hochstift Bamberg an Bayern fallen sollte. Dies wurde mit der „Zivilokkupation“ vom 29. November 1802 umgesetzt und mit dem Reichsdeputationshauptschluss gebilligt. Fürstbischof Christoph Franz von Buseck wurde als weltliches Oberhaupt abgesetzt blieb aber kirchlich Bischof. Die Bamberger Beamten wurden auf Kurfürst Max Joseph vereidigt, die direkten Besitzungen des Fürstbischofs wurden Staatseigentum. Am 17. Februar 1803 wurde auch das Kloster Banz aufgehoben und dessen Amt wurden staatlich.
Nach der Säkularisation wurde per Reskript vom 24. Oktober 1803 mit Wirkung vom 11. November 1803 das Landrichteramt Banz eingerichtet. Dieses enthielt neben dem ehemaligen Amt Banz Orte des ehemaligen Klosteramts Buch am Forst. Mit dem Formationsedikt vom 16. November 1804 wurde das Landrichteramt Banz in Landgericht Banz umbenannt.
Im Jahr 1813 erwarb Wilhelm in Bayern das Landgericht Banz. Damit wurde es am 29. Oktober 1813 in ein Herrschaftsgericht II. Klasse umgewandelt. Mit der Märzrevolution 1848 wurden diese Herrschaftsgerichte aufgehoben. Das Landgericht war dann bis 1851 noch Gerichts- und Polizeibehörde und wurde am 16. März 1851 aufgelöst. Das Gerichtssprengel wurde dem Landgericht Lichtenfels zugeordnet.

## Umfang
Das Landrichteramt Banz wurde gebildet aus:
- das Amt Banz: Banz, Altenbanz, Buch am Forst, Buchenroth, Döringstadt, Draisdorf, Effelder, Friesendorf, Gnellenroth, Grossengarnstadt, Grub am Forst, Haussen, Hainach, Heubisch, Ketschendorf, Kleinheereth, Kösten, Krumpen, Merkenhof, Mittelau, Mocker, Mönchshof, Nedensdorf, Neuensorg, Neuhof, Oberbrunn, Püchitz, Rossach, Roth am Forst, Schleifenhan, Schönau, Schönsreuth, Stadel, Stetten, Theuern, Tiefenroth, Unnersdorf, Weingarten, Welchendorf, Wernsdorf, Wiesen, Zilgendorf
- vom Amt Lichtenfeld: Forsthub, Gleisenau, Hammer, Neuensee, Schney, Seehof, Schwürbitz
- vom Amt Burkundstadt: Graitz, Lettenreuth, Oberreuth, Mannsgereuth, Michelau, Redwitz, Trainau, Zeuln
- vom Amt Langheim: Redwitz[4]

1810 wurden Teile des Landgerichtes an das Ortsgericht Schney (später Patrimonialgericht Unterleiterbach) der Grafen von Brockdorff abgesondert.